# La Estrella (Albacete)
La Estrella, también conocido como El Cerrico, es un barrio situado al este de la ciudad española de Albacete. Habitado fundamentalmente por población de etnia gitana, tiene 913 habitantes (2012).

## Toponimia
El barrio recibe desde 1950 el nombre de La Estrella en honor a la Virgen de la Estrella. Anteriormente se denominaba «El Cerrico de la Horca» por ser lugar de ahorcamiento de los delincuentes.[cita requerida]

## Geografía
El barrio, con forma rectagular irregular, está situado al este de la ciudad de Albacete, entre las calles San Pedro al oeste, las calles Soria y carretera de Ayora al norte y las vías del tren al este. Linda con los barrios Polígono San Antón al norte y La Milagrosa al oeste. Forma parte del distrito A de Albacete junto con los barrios La Milagrosa, Miguel Ángel Blanco y Polígono de San Antón.

## Historia
En la década de 1950 el éxodo rural en busca de una vida mejor propició la creación de barrios periféricos marginales en la capital. La Estrella surgió en los años 1950 separado de la ciudad por las vías del tren. En su origen influyó la presencia en la zona de una loma en cuyas cuevas se alojaban las personas sin recursos. El barrio también se conoce como «El Cerrico de la Horca» por haber sido lugar de ahorcamiento de presos en la antigüedad.

## Demografía

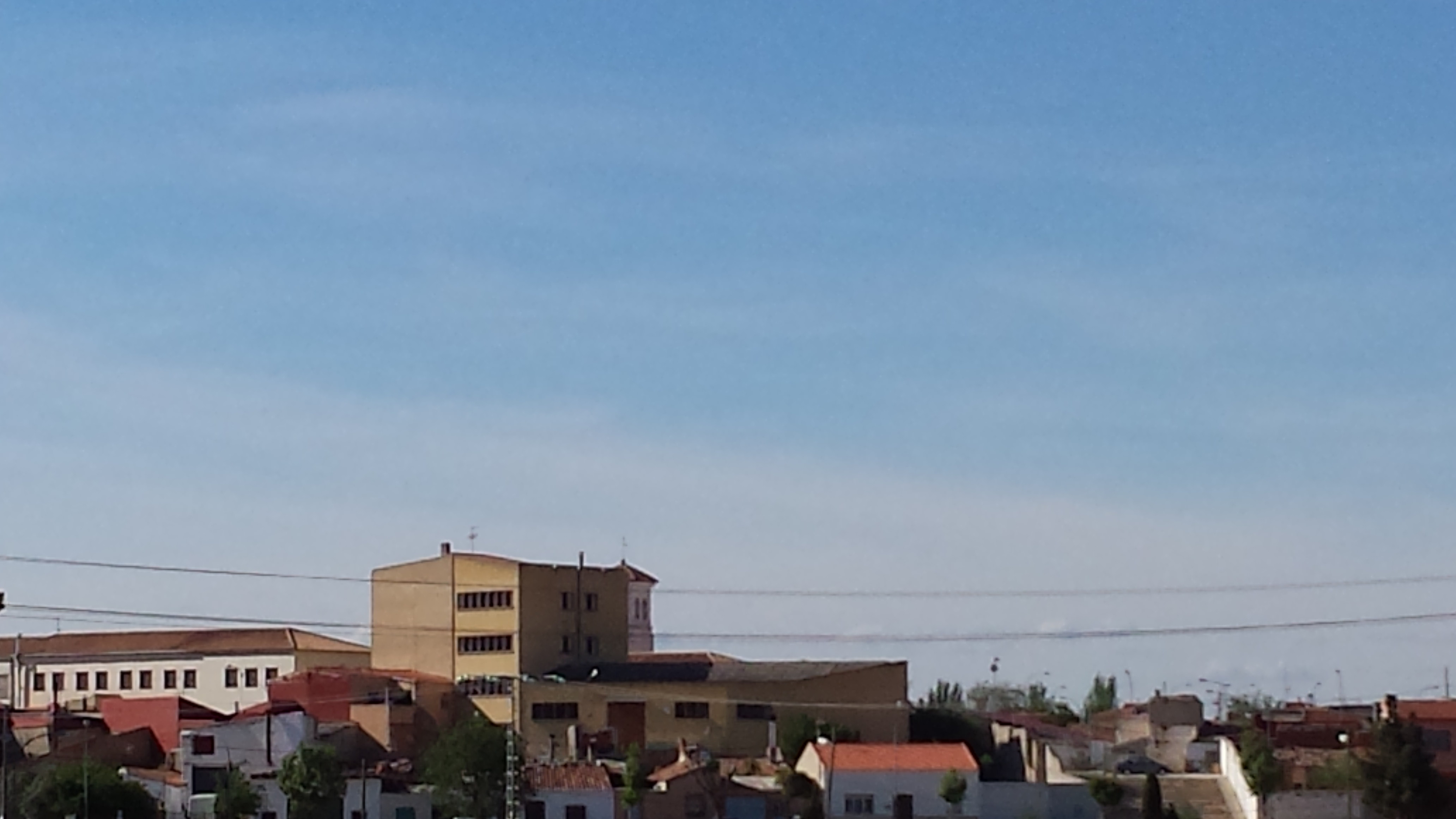
Vista del barrio de La Estrella

La Estrella tiene 913 habitantes (2012): 430 mujeres y 483 hombres. Es un barrio de población joven. La población mayor de 65 años supone el 10,63 % del total de la población del barrio, mientras que la población infantil se sitúa en el 19,46 %, el doble que la media de la ciudad. Casi toda la población del barrio es de etnia gitana. El porcentaje de personas que viven solas es muy bajo. Las familias son predominantemente numerosas y 1 de cada 4 de ellas tiene 6 miembros o más. La población extranjera es la más baja de toda la ciudad. El nivel de estudios de sus habitantes es el más bajo de la ciudad, tras el del barrio de La Milagrosa. El paro es muy elevado en el barrio.

## Infraestructuras
El barrio alberga la iglesia del Ave María, donde viven las monjas avemarianas desde que se instalaron en ella en 1945. Además, cuenta con el Centro Privado Concertado de Educación Infantil, Primaria y Secundaria El Ave María.

## Fiestas
Las fiestas oficiales del barrio tienen lugar anualmente a principios de junio.

## Transporte
En autobús urbano, el barrio queda conectado mediante las siguientes líneas:
| Línea | Trayecto | Recorrido                                                        | Frecuencia    |
| ----- | --- | ---------------------------------------------------------------- | ------------- |
|       | Campus UCLM - Hospital Perpetuo Socorro | Recorrido Archivado el 22 de febrero de 2014 en Wayback Machine. | 12-18 minutos |
|       | Estación de Ferrocarril - Estación de Autobuses - Hospital General Universitario - Hospital Universitario Ntra. Señora del Perpetuo Socorro | Recorrido Archivado el 22 de febrero de 2014 en Wayback Machine. | 15-22 minutos |